# Esteban Lisazo
Esteban Lisazo (Los Toldos, 23 de junio de 1987) es un actor y escritor Ítalo-argentino.
Ha participado en proyectos importantes en Argentina y en otros países, tanto en teatro, cine y televisión. Su rol protagónico como ¨El Corredor¨ en el show internacional Fuerza Bruta Wayra entre 2016 y 2022, lo llevó de gira por diferentes países y continentes.

## Biografía
Esteban Lisazo, Siempre ha tenido presente el arte en su vida desde su infancia. Después de terminar sus estudios secundarios, viajó a Buenos Aires para estudiar actuación y prepararse para su carrera.
A los 17 años, comenzó sus estudios de actuación en la escuela de teatro de la actriz Norma Aleandro y su hijo Oscar Ferrigno, quienes le enseñaron sus primeros pasos en el arte del teatro y la actuación. Al mismo tiempo, trabajo para una agencia mientras continuaba sus estudios de actuación. Luego culminaría su carrera en la escuela de teatro del maestro Agustín Alezzo.
Hermanos de su padre Alejandro Lisazo; es sobrino y ahijado de bautismo de los actores Araceli y Saúl Lisazo.

## Carrera artística
En Maradona – La mano de Dios de 2007, Esteban tuvo una pequeña participación en la película biográfica italiano-argentina sobre el famoso futbolista Diego Maradona. Este papel fue el que despertó su pasión por la actuación y lo llevó a seguir persiguiendo su carrera en este campo.
Participó en obras de teatro en la mítica calle Corrientes en Buenos Aires, como «Cruising» en 2016. Ese mismo año, debuta en televisión con el personaje de Salvador en la famosa serie de televisión Educando a Nina transmitido por Telefe. Por consiguiente, interpretaría el personaje de Tomás en la serie de televisión Las estrellas de la productora POLKA, en el año 2017. Al siguiente año, llegaba el personaje de Manu en la serie 100 días para enamorarse que se transmitió por la pantalla de Telefe en horario central.
Además de sus trabajos en teatro y en el show «Fuerza Bruta Wayra», Esteban Lisazo ha participado en varias películas y series de televisión en Argentina y en otros países. Sería reconocido en 2018 como parte del elenco con una Estrella de Mar.
En el año 2022, antes de emprender su gira con Fuerza Bruta Wayra por Corea del Sur, Estrenó la obra Farsantes (el club de los estafadores)  protagonizando con su personaje ¨Matias¨. Una comedia en el teatro Teatro Border
En el Año 2023 hizo su debut como protagonista en Microteatro  con la obra El Actor Que Estoy Necesitando dirigida por Sebastián Suñe. 
En el año 2025 lanzó su primer libro ¨Donde el agua habla¨. 
Es docente de Teatro y Producción integral. 

## Filmografía

### Cine
| Año  | Título                    | Rol           | Director   |
| ---- | ------------------------- | ------------- | ---------- |
| 2007 | Maradona, la mano de Dios | Colo / Hincha | Marco Risi |

### Televisión
| Año  | Título                               | Rol             | Canal    | Productora               |
| ---- | ------------------------------------ | --------------- | -------- | ------------------------ |
| 2016 | Educando a Nina                      | Salvador        | Telefe   | Underground Producciones |
| 2017 | Las Estrellas                        | Tomas Carpaneto | Canal 13 | Pol-ka Producciones      |
| 2018 | 100 días para enamorarse             | Manu            | Telefe   | Underground Producciones |
| 2023 | Argentina, tierra de amor y venganza | Lucas (Rugbier) | Canal 13 | Pol-ka Producciones      |

## Teatro
| Año  | Espectáculo                                                                               | Rol               | Teatro                   | Director                                                                                 |
| ---- | ----------------------------------------------------------------------------------------- | ----------------- | ------------------------ | ---------------------------------------------------------------------------------------- |
| 2016 | Cruising                                                                                  | Médico            | Teatro Porteño           | Jualian Arenas                                                                           |
| 2016 | Fuerza Bruta ¨Wayra¨                                                                      | Corredor          | Centro Cultural Recoleta | Dicky James, Alejandro García,Fabio D'Aquila y Gaby Kerpel (Music Composer and Producer) |
| 2017 | Fuerza Bruta ¨Wayra¨                                                                      | Corredor          | Centro Cultural Recoleta | Dicky James, Alejandro García,Fabio D'Aquila y Gaby Kerpel (Music Composer and Producer) |
| 2018 | Fuerza Bruta ¨Wayra¨                                                                      | Corredor          | Centro Cultural Recoleta | Dicky James, Alejandro García,Fabio D'Aquila y Gaby Kerpel (Music Composer and Producer) |
| 2018 | Fuerza Bruta ¨Wayra¨                                                                      | Corredor          | Centro Cultural Recoleta | Dicky James, Alejandro García,Fabio D'Aquila y Gaby Kerpel (Music Composer and Producer) |
| 2018 | Paseo Aldrey                                                                              | Corredor          |                          | Dicky James, Alejandro García,Fabio D'Aquila y Gaby Kerpel (Music Composer and Producer) |
| 2018 | Fuerza Bruta ¨Ceremonia de Apertura¨ Juegos Olímpicos de la Juventud de Buenos Aires 2018 | Anillos Olímpicos | Obelisco de Buenos Aires | Dicky James, Alejandro García,Fabio D'Aquila y Gaby Kerpel (Music Composer and Producer) |
| 2019 | Fuerza Bruta ¨Wayra¨                                                                      | Corredor          | Enjoy Punta del Este     | Dicky James, Alejandro García,Fabio D'Aquila y Gaby Kerpel (Music Composer and Producer) |
| 2019 | Fuerza Bruta ¨Wayra¨                                                                      | Corredor          | Bourbon Shopping         | Dicky James, Alejandro García,Fabio D'Aquila y Gaby Kerpel (Music Composer and Producer) |
|      | Mesías                                                                                    | El Ángel          | Espacio IFT              | Roberto Ibáñez                                                                           |
| 2022 | Farsantes (el club de los estafadores)                                                    | Matias            | Teatro Border            | Gabriel Villaba                                                                          |
| 2022 | Fuerza Bruta ¨Wayra¨                                                                      | Corredor          | Estadio Obras            | Dicky James, Alejandro García,Fabio D'Aquila y Gaby Kerpel (Music Composer and Producer) |
| 2022 | Fuerza Bruta ¨Wayra¨                                                                      | Corredor          | Estadio Olímpico de Seúl | Dicky James, Alejandro García,Fabio D'Aquila y Gaby Kerpel (Music Composer and Producer) |
| 2023 | El Actor Que Estoy Necesitando                                                            | Enrique           | Microteatro              | Sebastián Suñé                                                                           |

## Literatura
| Año  | Libro               | Editorial        |
| ---- | ------------------- | ---------------- |
| 2025 | Donde el agua habla | Editorial Dunken |

## Música
| Año  | Sencillo   | Rol                   | Álbum |
| ---- | ---------- | --------------------- | ----- |
| 2016 | El Harron  | Cantante / Compositor | Chori |
| 2018 | Mishonario | Cantante / Compositor | Chori |
| 2018 | Gatito     | Cantante / Compositor | Chori |

## Radio
| Año  | Programa       | Rol                   | Radio               |
| ---- | -------------- | --------------------- | ------------------- |
| 2019 | Hora Once      | Conductor             | Radio Viamonte 88.1 |
| 2019 | La Dosis Justa | Conductor / Productor | Radio Viamonte 88.1 |
| 2020 | La Dosis Justa | Conductor / Productor | Radio Viamonte 88.1 |
| 2023 | La Dosis Justa | Conductor / Productor | Radio Viamonte 88.1 |

## Premios y Reconocimientos
| Año  | Categoría               | Trabajo nominado | Resultado |
| ---- | ----------------------- | ---------------- | --------- |
| 2018 | Premios Estrella de Mar | Fuerza Bruta     | Ganador   |